# Treffen auf dem Ochsenfelde
Wallerfangen – Dömitz – Haselünne – Wittstock – Rheinfelden – Breisach – Wittenweiher – Vlotho – Ochsenfeld – Chemnitz – Bautzen – Freiberg – Riebelsdorfer Berg – Dorsten – Preßnitz – La Marfée – Wolfenbüttel – Kempener Heide – Schweidnitz – Breitenfeld – Tuttlingen – Freiburg – Philippsburg – Jüterbog –  Jankau – Herbsthausen – Alerheim – Brünn – Korneuburg – Totenhöhe – Hohentübingen –  Triebl – Zusmarshausen – Wevelinghoven – Dachau –  Prag
Das Treffen auf dem Ochsenfelde war eine Schlacht im Dreißigjährigen Krieg am 15. Oktober 1638. Zeitlich fällt die Schlacht in die Phase des Krieges von 1635 bis 1648, die man als den Schwedisch-Französischen Krieg bezeichnet. Anlass der Schlacht war ein kaiserlich-lothringisches Heer unter dem Befehl von Herzog Karl von Lothringen, der Versorgungsmaterial zur belagerten Festung Breisach bringen wollte. Auf dem Anmarsch wurde das Heer besiegt von einem französisch-deutschen Heer, das unter Befehl von Bernhard von Sachsen-Weimar Breisach belagerte. Der Ort der Schlacht liegt im Elsass zwischen den Orten Thann und Sennen, dem heutigen Cernay.

## Vorgeschichte
Das von Frankreich finanzierte Heer des protestantischen Herzogs Bernhard von Sachsen-Weimar hatte im Laufe des Jahres 1638 bereits Teile von Baden besetzt und in mehreren Schlachten Heere des Habsburger Kaisers und seiner Verbündeten besiegt. Seit dem Mai 1638 belagerte das Weimaraner Heer die kaiserliche Festung Breisach, die wichtigste und stärkste Festung im Südwesten des Reiches, die nicht militärisch, sondern nur durch Mangel an Nachschub zu besiegen war. Bereits am 9. August war ein Versuch zum Entsatz und zur Versorgung der Festung durch ein kaiserlich-bayerisches Heer mit 18.000 Mann unter Savelli und Götz in der Schlacht bei Wittenweiher komplett gescheitert. Als im Oktober nach 5-monatiger Belagerung die Versorgungslage der belagerten Festung Breisach sehr prekär geworden war, wollte Herzog Karl von Lothringen erneut versuchen, einen Versorgungszug zur Festung durchzubringen.

## Anmarsch
Als das anrückende Heer unter Karl von Lothringen mit 4.000 Mann und der zugehörige Versorgungstross mit vielen Trosswagen in die Stadt Thann einzog, erreichte die Nachricht vom Eintreffen dieses Heeres sehr bald auch Oberst Reinhold von Rosen, der als Kommandeur eines Weimaraner Teilheeres die Belagerung der ca. 50 km von Thann entfernten Festung Landskron betrieb. Mit der Bitte um Verstärkung schickte General Rosen die Nachricht vom Eintreffen des Heeres sofort dem Oberkommandierenden Bernhard von Weimar in Colmar. Obwohl er an Fieber erkrankt war, zog Bernhard von Weimar sofort von Colmar zum ca. 70 km südlich entfernten La Croix, wo Reservetruppen unter Befehl von Wilhelm Otto von Nassau-Siegen stationiert waren. Mit diesen Truppen und einigen Hundert Musketieren, verstärkt mit französischen Söldnern und acht Regimentsgeschützen zogen beide Feldherren wieder nach Norden zum ca. 60 km entfernten Ensisheim, 20 km östlich des Ortes Thann, wo das lothringische Entsatzheer mit Herzog Karl von Lothringen mit dem Versorgungstross zunächst gemeldet worden, dann aber weitergezogen war. Da sich ein von Bernhard von Weimar  ausgesandter Spähtrupp bei der Suche nach dem feindlichen Heer verirrte, sollten seine Truppen zunächst eine Warteposition in einem Wald aufsuchen.  Als dabei das lothringische Entsatzheer unter Herzog Karl mit dem Versorgungstross am 15. Oktober 1638 auf dem Ochsenfeld zwischen den Orten Thann und Cernay entdeckt wurde,  stießen beide Heere dann unvermutet aufeinander.

## Verlauf
Der linke Flügel von Karls Truppen wurde von der Reiterei Bernhards scharf angegriffen und drohte völlig aufgelöst zu werden, wenn nicht gleichzeitig der rechte lothringische Flügel erfolgreich den linken Flügel der Truppen Bernhards geschlagen und sogar dessen Geschütze erobert hätte. Nur durch seinen persönlichen Einsatz konnte Bernhard die Truppen des linken Flügels wieder sammeln und zum Gegenangriff führen. Der Gegenangriff war so erfolgreich, dass die Weimaraner Truppen ihrerseits nicht nur die eigene Artillerie zurückerobern, sondern auch die lothringische Artillerie erobern konnten. Die Reiterei des Lothringers und Herzog Karl selbst wandten sich daraufhin zur Flucht. Das Fußvolk konnte sich noch zwei Stunden halten, aber nach der Explosion von zwei Pulverwagen wandte es sich ebenfalls zur Flucht. Herzog Karl – der sein Pferd verloren hatte – rettete sich mit knapper Not zu Fuß nach Thann.
Zu der Beute des Herzogs von Weimar gehörte die gesamte Artillerie, das Gepäck, 44 Fahnen und vor allem das gesamte für Breisach bestimmte Getreide. Dazu kamen zahlreiche gefangene Offiziere und Soldaten. Die flüchtenden lothringischen Truppen wurden nicht weiter verfolgt, da bereits ein weiterer Entsatzversuch der Festung Breisach durch ein bayerisches Heer unter Johann von Götzen gemeldet worden war und Bernhard mit den Truppen sofort zurück nach Breisach eilen musste.
Auf Lothringer Seite gerieten der Feldzeugmeister Bassompier (ein Vetter des Herzogs), Oberst Vernier und der Oberstleutnant Fleckenstein in Gefangenschaft. Die Weimaraner hatten Oberst Ludwig von Wietersheim verloren; der Graf von Nassau und der Graf von Wittgenstein waren verwundet.